# Плотникова Єлизавета Іванівна
Єлизаве́та Іва́нівна Пло́тникова (вересень 1909 , Утка Яковлева, Єкатеринбурзький повітd, Пермська губернія, Російська імперія  — невідомо ) — українська радянська діячка. Депутат Верховної Ради УРСР 1-го скликання (1938–1947).

## Біографія
Народилась у вересні 1909 року в родині робітника у селищі Утка Яковлева, тепер Новоуткинськ, Свердловська область, Росія. У 1926 році вступила до комсомолу. У 1927 році закінчила школу ІІ ступеня у місті Свердловську.
З 1927 по 1929 рік працювала в бібліотеці партійного кабінету Надєждинського міського комітету ВКП(б) Уральської області у місті Надєждинську (тепер — Сєров).
З вересня 1929 по лютий 1935 року — студентка хімічного факультету Уральського індустріального інституту в місті Свердловську, здобула спеціальність хіміка-технолога основних хімічних виробництв.
З березня 1935 по квітень 1936 року працювала хіміком лабораторії Уральського відділення Всесоюзного теплотехнічного інституту.
З 1936 по грудень 1937 року — змінний майстер цеху № 1 Горлівського азотно-тукового заводу Донецької області.
У грудні 1937 — липні 1938 року — змінний інженер цеху № 1, у липні 1938 — 1939 року — помічник начальника цеху № 1 Дніпродзержинського азотно-тукового заводу Дніпропетровської області.
26 червня 1938 року обрана депутатом Верховної Ради УРСР 1-го скликання по Дніпродзержинській сільській окрузі № 207 Дніпропетровської області.
У 1939 — серпні 1941 року — заступник голови виконавчого комітету і голова міської планової комісії Дніпродзержинської міської ради депутатів трудящих Дніпропетровської області.
Член ВКП(б) з січня 1940 року.
Під час німецько-радянської війни перебувала в евакуації у місті Нижньому Тагілі Свердловської області РРФСР. З жовтня 1941 по травень 1942 року виконувала обов'язки начальника відділу технічного контролю на заводі № 767 Наркомату хімічної промисловості СРСР в Нижньому Тагілі. З травня 1942 по жовтень 1943 року — інструктор відділу ґумової і хімічної промисловості Свердловського обласного комітету ВКП(б). У жовтні 1943 року повернулася до Дніпродзержинська.
З листопада 1943 року — заступник голови виконавчого комітету і голова планової комісії Дніпродзержинської міської ради депутатів трудящих Дніпропетровської області.

## Нагороди
- орден «Знак Пошани» (17.05.1939)